# Нотвайлер
Нотвайлер (нем. Nothweiler) — община в Германии, в земле Рейнланд-Пфальц. 
Входит в состав района Юго-западный Пфальц. Подчиняется управлению Данер Фельзенланд.  Население составляет 154 человека (на 31 декабря 2010 года). Занимает площадь 3,68 км².